# الاتحاد العام لطلبة فلسطين
الاتحاد العام لطلبة فلسطين هي منظمة يديرها الطلاب الفلسطينيون منذ أوائل عقد 1920. تعتبر عموما إحدى المؤسسات الفلسطينية الأولى التي بدأت. تم إطلاقها رسميا في القاهرة عام 1959.
كان العديد من السياسيين والكتاب والصحفيين والمسلحين الفلسطينيين أعضاء أو قادة في الاتحاد. من بينهم ياسر عرفات وحنان عشراوي وفيصل الحسيني ووليد الخالدي وعبد المجيد تايه وغيرهم الكثير.
المنظمة عضو في اتحاد الشباب الديمقراطي العالمي.

## تاريخ التأسيس
يعود تاريخ الحركة الطلابية الفلسطينية إلى الفترة التي واجه فيها الشعب الفلسطيني الانتداب البريطاني على فلسطين. وقد عمل الطلبة آنذاك في المؤسسات التعليمية على تشكيل جمعيات الخطابة، وأخذوا من خلالها يدعون إلى تشكيل اتحاد طلابي لتجميع الطاقات الطلابية والوقوف في وجه مخططات المستعمرين. 
في عام 1936 انعقد المؤتمر الطلابي الأول في يافا، وحضره ممثلون من مختلف المدارس الفلسطينية. وناقش المؤتمر قضية مواجهة الاحتلال البريطاني من أجل الاستقلال، ودعا إلى مواجهة الهجرة الصهيونية باعتبارها تنفيذًا لوعد بلفور. كما شارك الاتحاد في الدعوة إلى الإضراب العام سنة 1936، وساهم في إنجاحه، وفضح الأهداف الصهيونية.
ومن ناحية تشكلت في القاهرة رابطة الطلبة الفلسطينيين في جامعة القاهرة (الملك فؤاد سابقًا)، حيث كانت تقوم بالتعريف بظروف الشعب الفلسطيني، والمخاطر التي تهدد الأمة العربية.
وبعد وقوع النكبة 1948 شهدت الحركة الطلابية الفلسطينية تطورات متسارعة حيث وسعت رابطة القاهرة قاعدتها لتشمل أعدادًا كبيرة من الجامعيين الفلسطينيين، وأخذت دورها في طرح القضية الفلسطينية والمشكلات الطلابية، وحصلت على اعتراف جامعة الدول العربية بها. وتم ذلك عندما تولى ياسر عرفات رئاسة الرابطة. ثم تشكلت روابط أخرى في الإسكندرية وأسيوط ودمشق وبيروت. ودعيت رابطة القاهرة في عام 1956 إلى حضور مؤتمر اتحاد الطلاب العالمي كعضو مراقب، وقد تشكلت هيئة إدارية عام 1958 من رابطتي القاهرة والإسكندرية أصدرت آنذاك مجلة “صوت فلسطين”.
بعد الاتصالات التي أجرتها اللجنة التحضيرية خلال سنة 1959، وجهت الدعوة لعقد أول مؤتمر للطلاب الفلسطينيين في القاهرة، وقد انعقد المؤتمر فعلًا في 29/1/1959، أي في ذكرى تقسيم فلسطين. وحضر المؤتمر ممثلون عن طلبة فلسطين في القاهرة ودمشق ولبنان، وممثلو الاتحادات الطلابية العربية والأجنبية.
عقد الاتحاد فيما بين أعوام 1959 و1978 ثمانية مؤتمرات عامة. وكان أولها مؤتمر القاهرة سنة 1959، وفيه انتخبت أول هيئة تنفيذية للاتحاد. وانعقد المؤتمر الثاني في غزة سنة 1961، وفيها انعقد المؤتمر الثالث أيضًا سنة 1963، وهناك تشكلت هيئة تنفيذية مؤقتة تولت تسيير أعمال الاتحاد. وفي المؤتمر الرابع الذي انعقد في القاهرة سنة 1965 برز الخلاف حول انتخاب الهيئة التنفيذية الجديدة، مما أدى إلى تشكيل هيئتين تنفيذيتين للاتحاد. ثم انتهى هذا الخلاف العارض بعد شهر من انعقاد المؤتمر، وتشكلت هيئة تنفيذية واحدة. أما مؤتمر عمان سنة 1969 فقد تم فيه انتخاب مجلس إداري من 25 عضوًا لرسم الخطة المناسبة لتطبيق قرارات المؤتمر، والإشراف عليها، ولانتخاب هيئة تنفيذية في أول اجتماع له.
وعقد المؤتمران السادس والسابع في الجزائر. وجرى عقد أولهما في 1971/8/15، والثاني في 1974/8/16. وحضرهما ممثلو الفروع العديدة في الوطن العربي وفي العالم. وقد تم فيهما انتخاب المجلس الإداري من 27 عضوًا وكان هذا المجلس ينتخب الهيئة التنفيذية الجديدة في كل مرة.
وتم عقد المؤتمر الثامن في بيروت بين 18 و1978/12/26. وقد انتخب المجلس الإداري من 33 عضوًا، والهيئة التنفيذية الجديدة. وقد صدر عن المؤتمر بيان سياسي شدد على ضرورة التصدي لكل محاولات الاحتواء والوصاية والتبعية، وضرورة الحفاظ على استقلالية الإرادة الفلسطينية. وأكد وجوب التصدي لمشاريع التسوية المطروحة وفي مقدمتها اتفاقات كامب ديفيد، ورفض جميع محاولات تجاوز الشعب الفلسطيني، وأكد حقه في العودة وتقرير المصير وبناء دولته المستقلة، وحيا المؤتمر في بيانه نضال الشعب الفلسطيني في الأراضي المحتلة والتلاحم الفلسطيني اللبناني، والجبهة القومية للصمود والتصدي.
وعقد المؤتمر الوطني التاسع في 1984 بعد تأخره عن المدة القانونية بسبب قرار التعبئة العامة للطلاب الذي تلاه اجتياح العدو الصهيوني للبنان وحصار بيروت 1982. عقد المؤتمر الوطني العاشر تحت اسم دورة الشهيد خليل الوزير في بغداد في ظل تواصل الانتفاضة الفلسطينية الأولى، وبعد انتهاء المدة القانونية للهيئة التنفيذية لم ينعقد المؤتمر الحادي عشر حتى عام 2000 للظروف السياسية المعقدة التي أفرزت محادثات السلام العربية الإسرائيلية، ثم اتفاقات أوسلو.